# Keskenyajkú nőszőfű
A keskenyajkú nőszőfű (Epipactis neglecta) a kosborfélék családjába tartozó, Magyarországon védett vadvirág. Nem általános elfogadott taxon, egyes szerzők önálló fajként, mások a csőrös nőszőfű alfajaként (Epipactis leptochila subsp. neglecta) tartják számon.

## Megjelenése

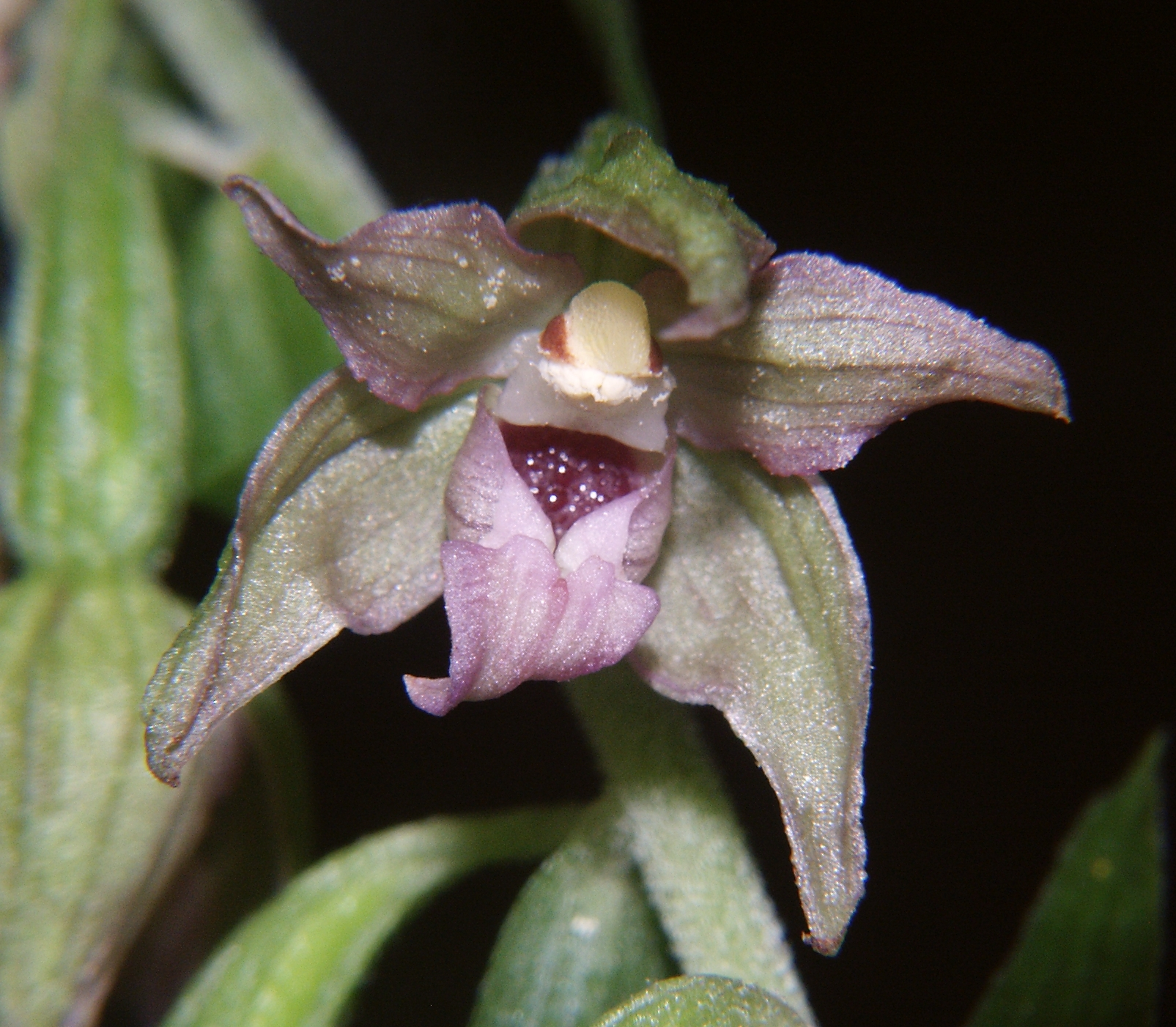
Virága

A csőrös nőszőfű 30–60 cm (ritkán 85 cm) magas, lágyszárú, évelő növény. Szárának levelek alatti része sötétibolyás színű, a virágzat tengelye sűrűn szőrös. A száron 3-9 váltakozó állású, szárölelő levél található, amelyek hossza 5–11 cm, szélessége 2–6 cm. Felületük viaszosan fénylő, színük sötétzöld. A felső levelek keskeny-lándzsásak, murvalevél-szerűek. A nem virágzó növény külsőre nagyon hasonlít a fehér madársisakra.
Júliusban virít. A virágzatot nagyjából egy irányba néző, laza fürtbe rendeződő 10-37 kissé bókoló, szélesen kinyíló virág alkotja, amelyek feltűnően hosszú (5–8 cm), lecsüngő murvalevelek hónaljából nőnek ki. A 10–12 mm-es külső lepellevelek (szirmok) kihegyezett végű tojásdad alakúak, színük esetenként ibolyásrózsaszínnel árnyalt zöld. A 8–10 mm hosszú belső lepellevelek világosabbak, zöldesfehérek, szélükön rózsaszínek lehetnek. A 8–11 mm hosszú mézajak külső része (epichil) háromszög alakú, csúcsa jellegzetesen visszagörbül, színe lilásrózsaszín (ritkábban fehér vagy zöld). A belső rész (hypochil) kiöblösödő, belül barnásvörös. A két részt összekötő szakasz (mesochil) feltűnően szűk.
Termése 9-15,5 mm hosszú, 5–8 mm széles toktermés.

## Elterjedése
Közép-Európában és a Balkán-félszigeten honos, elterjedésének határa északon Belgium, délen Görögország. Magyarországon hegy- és dombvidéki erdők növénye; legnagyobb állományai a Bükkben élnek, de szórványosan megtalálható a Zalai-dombságon, a Mátrában, a Balaton-felvidéken, a Bakonyban és a Keleti-Mecsekben is.

## Életmódja
Bükkösökben, gyertyános- és cseres tölgyesekben lehet találkozni vele. A semleges kémhatású talajt kedveli, élőhelyein a talaj pH-ját 5,1-7,5 közöttinek (átlagosan 6,8) mérték. Inkább a völgyek alján, üde talajon él. A többi kosborhoz hasonlóan csírázásához, sőt a kifejlett egyed életéhez is szükséges a gombaszimbionták jelenléte. Ismertek klorofillhiányos példányai, amelyek az összes tápanyagot a gombáktól szerzik be.
Hajtásai nyár elején jelennek meg és júliusban nyílik. Önmegporzó és a virágok csak rövid ideig virítanak. A megtermékenyülés hatásfoka jó, a virágok kb. 80%-a termést hoz. A magvak szeptemberre érnek be.   

## Természetvédelmi helyzete
A keskenyajkú nőszőfűnek Magyarországon összesen 42 állományát mérték fel, teljes egyedszáma néhány ezer lehet. 2012 óta védett, természetvédelmi értéke 10 000 Ft.

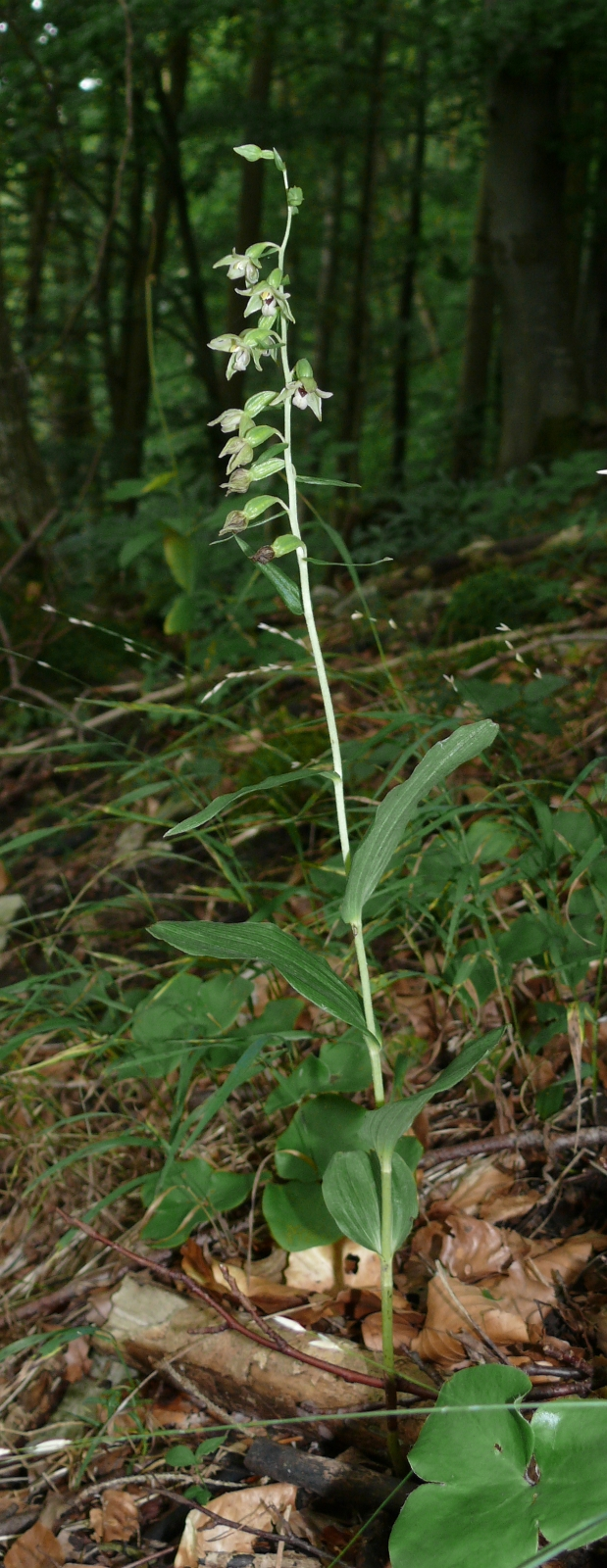
Habitusa
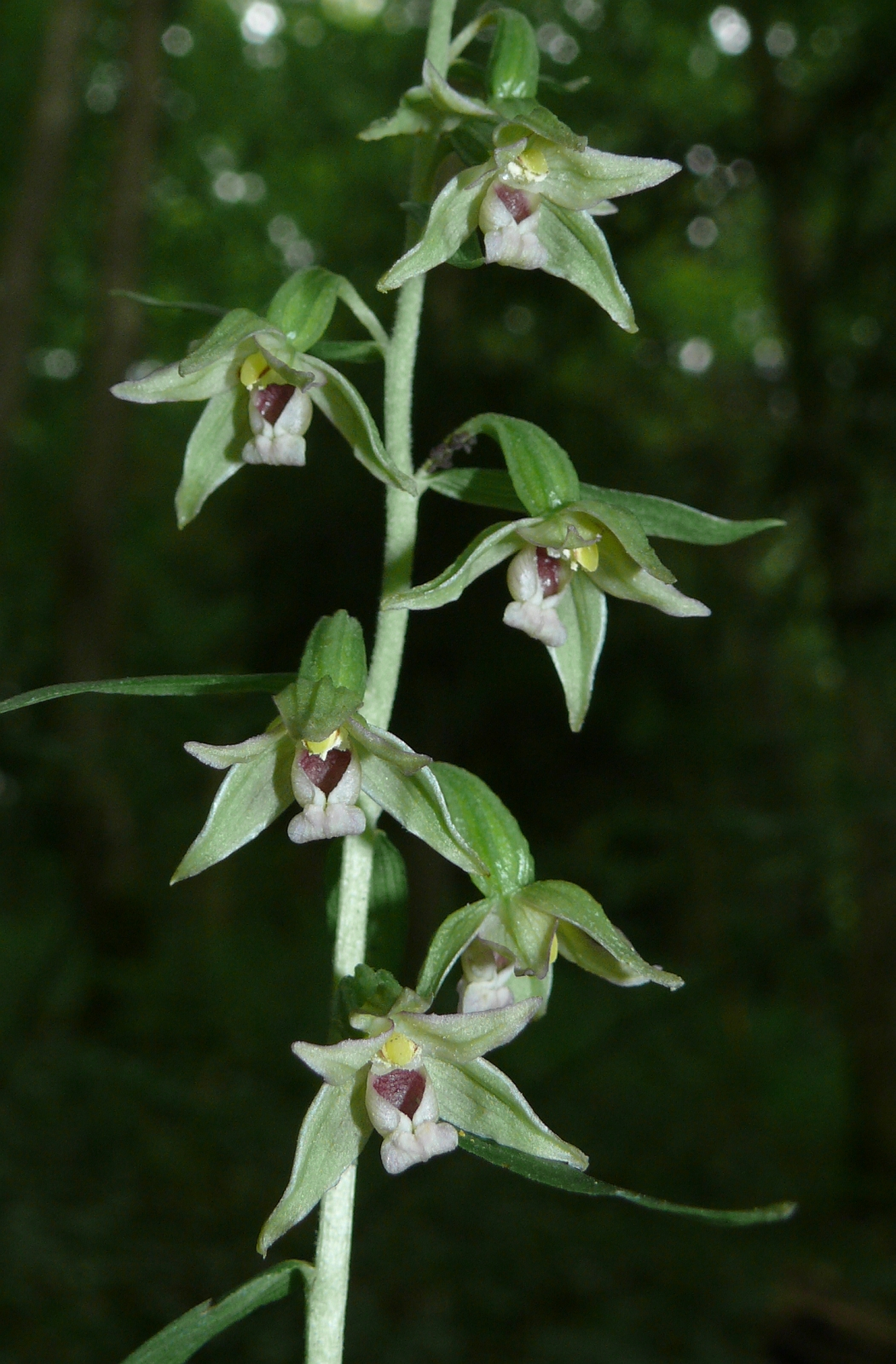
Virágai
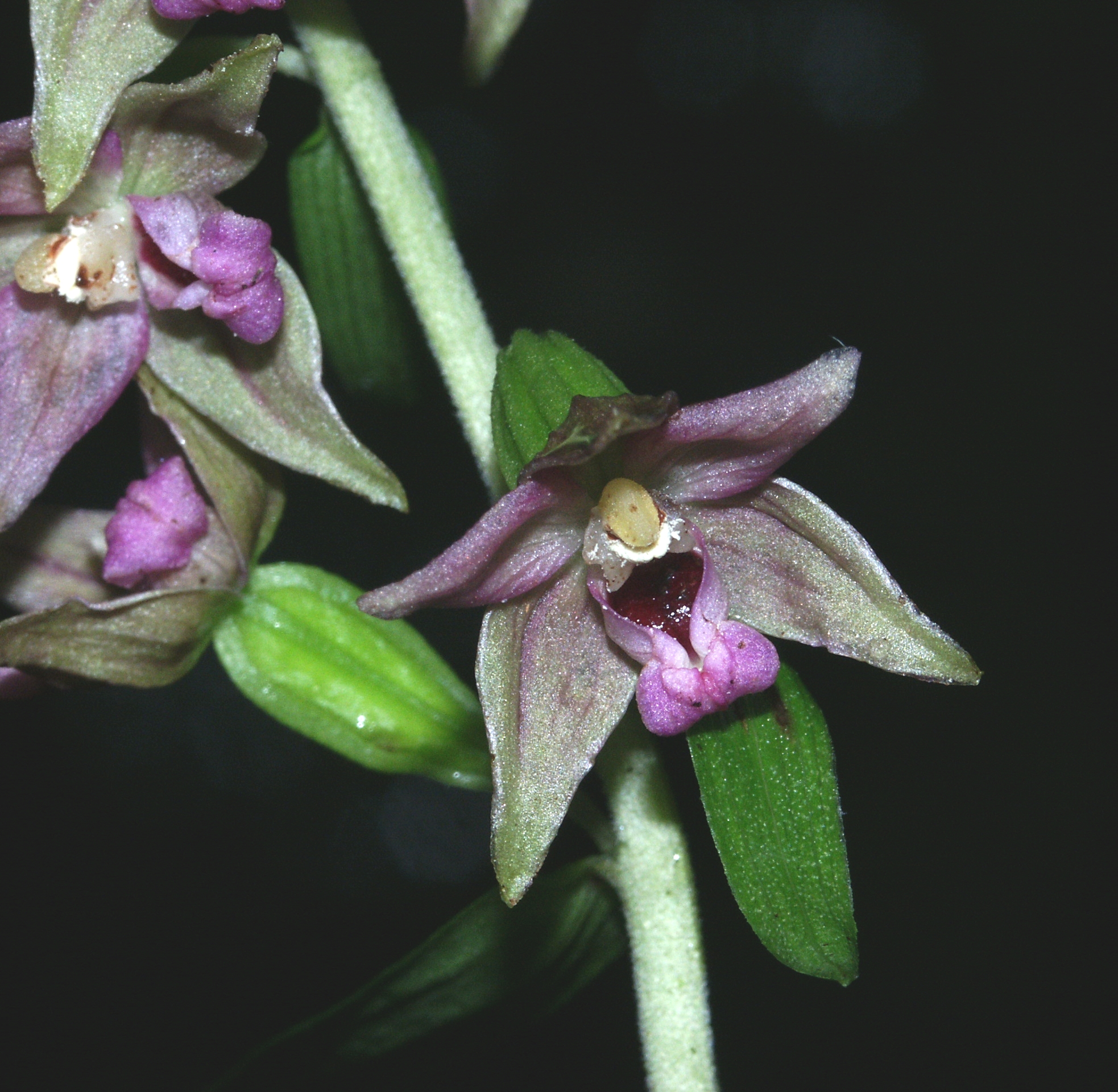
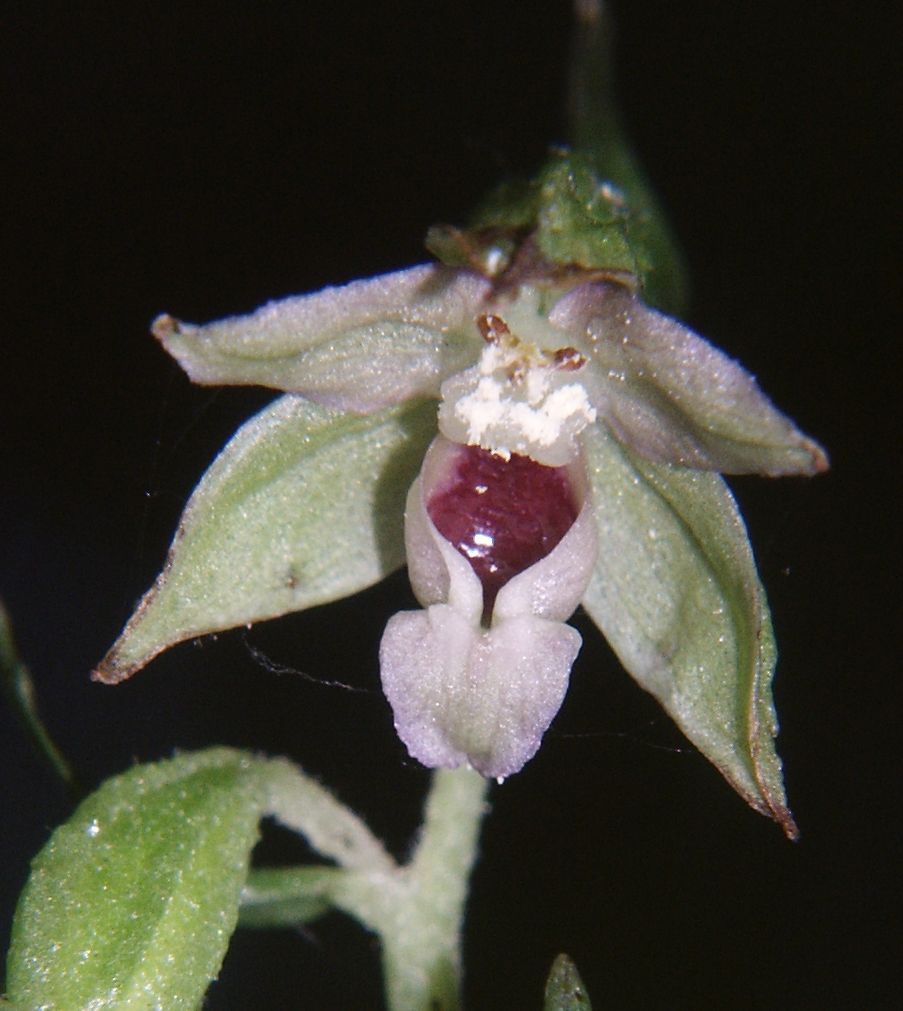